# Censimento dell'industria e dei servizi
Il Censimento dell'industria e dei servizi è un censimento economico; coincide con quello della popolazione e delle abitazioni: si svolgono contemporaneamente per ottimizzare tempi e risorse (ogni 10 anni).
L'Unità di rilevazione è costituita dalle imprese, dall'istituzione (centro elementare di decisione economica) e dall'unità locale (luogo in cui si realizza la produzione di beni e servizi). In pratica sono compresi quindi: le imprese, i liberi professionisti, le cooperative, etc.
L'Unità territoriale di base è la sezione (come per il censimento della popolazione e delle abitazioni): il territorio è stato suddiviso in sezioni, ognuna delle quali  comprendente circa 250 famiglie.
Lo strumento di rilevazione è un questionario organizzato in tre sezioni:
- dati anagrafici dell'unità censita (se è iscritto all'ASIA-archivio delle imprese attive- i dati sono già pre-compilati dall'ISTAT).
- caratteristiche dell'unità locale e degli addetti.
- riguarda le imprese con più sedi per le quali si rilevano solo  il numero totale di addetti e la data di inizio attività.

## Cronologia
Cronologia dei censimenti economici in Italia:
- 1911: Censimento degli opifici e delle imprese industriali, svolto dal Ministero dell'agricoltura, dell'industria e del commercio
- 1927: I Censimento generale dell'industria e del commercio (svolto dall'ISTAT, allora Istituto Centrale di Statistica)
- 1937-1939: II Censimento generale dell'industria e del commercio
- 5 novembre 1951: III Censimento generale dell'industria e del commercio
- 16 ottobre 1961: IV Censimento generale dell'industria e del commercio
- 25 ottobre 1971: V Censimento generale dell'industria e del commercio
- 26 ottobre 1981: VI Censimento generale dell'industria, del commercio, dei servizi e dell'artigianato
- 21 ottobre 1991: VII Censimento generale dell'industria e dei servizi
- 31 dicembre 1996: - Censimento intermedio dell'industria e dei servizi
- 22 ottobre 2001: VIII Censimento generale dell'industria e dei servizi
- maggio 2012: IX Censimento generale dell'industria e dei servizi